# Garde indigène (Indochine française)
Pour les articles homonymes, voir Garde civile (homonymie) et Garde indigène.

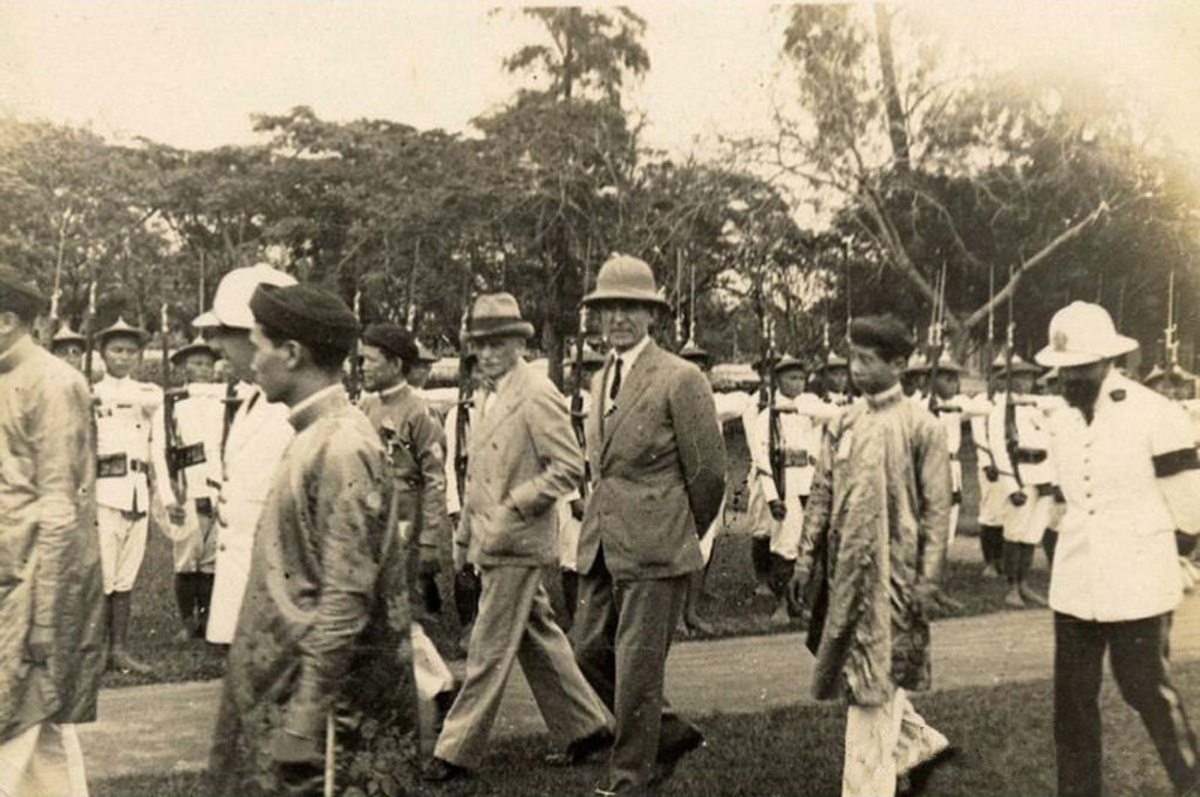
La Garde indigène de l'Annam présente les armes, 1933.

La Garde indigène, ou Garde civile indigène, est une force paramilitaire de police coloniale (de) formée à l'époque de l'Indochine française. Elle est séparée en plusieurs corps : la Garde civile indigène de Cochinchine (puis Garde civile de police locale), la Garde indigène de l'Annam et du Tonkin (ancienne Garde civile indigène du Tonkin), la Garde indigène du Cambodge, la Garde indigène du Laos et la Garde indigène du Kouang-Tchéou-Wan.
Les gardes civils et gardes indigènes portent la tenue des tirailleurs indochinois avec la couleur distinctive bleue plutôt que rouge.

## Historique

### Cochinchine
La Garde civile indigène de Cochinchine est mise sur pied le 7 juin 1880 à partir de la milice de Cochinchine. Elle compte alors 3 268 gardes et officiers. Elle est dissoute le 1er janvier 1886 et remplacée par des tirailleurs annamites vétérans. Cette dernière force, peu efficace, est transformée en 1909 en Garde civile de police locale, sous l'impulsion du lieutenant-colonel Grossin de la Gendarmerie. L'encadrement européen (15 sous-officiers) est également issu de la Gendarmerie. La nouvelle force, toujours recrutée par les anciens tirailleurs annamites, porte l'uniforme du régiment de tirailleurs annamites avec la ceinture bleue.
Cette unité, qui ne fait pas formellement partie de la Garde civile de l'Indochine, est dissoute en 1945.

### Annam et Tonkin
La Garde civile indigène du Tonkin est créée le 19 juillet 1888 à partir de la milice du Tonkin, dont le statut de force militaire sous le commandement (civil) du résident général menait à des tensions avec les officiers des troupes de marine. Les officiers de la Garde, dénommés inspecteurs, et les sous-officiers, appelés gardes principaux, sont des fonctionnaires, recrutés au sein des troupes de marine.
La Garde civile indigène du Tonkin est renommée le 9 janvier 1895 Garde indigène du Tonkin et de l'Annam.

### Autres gardes

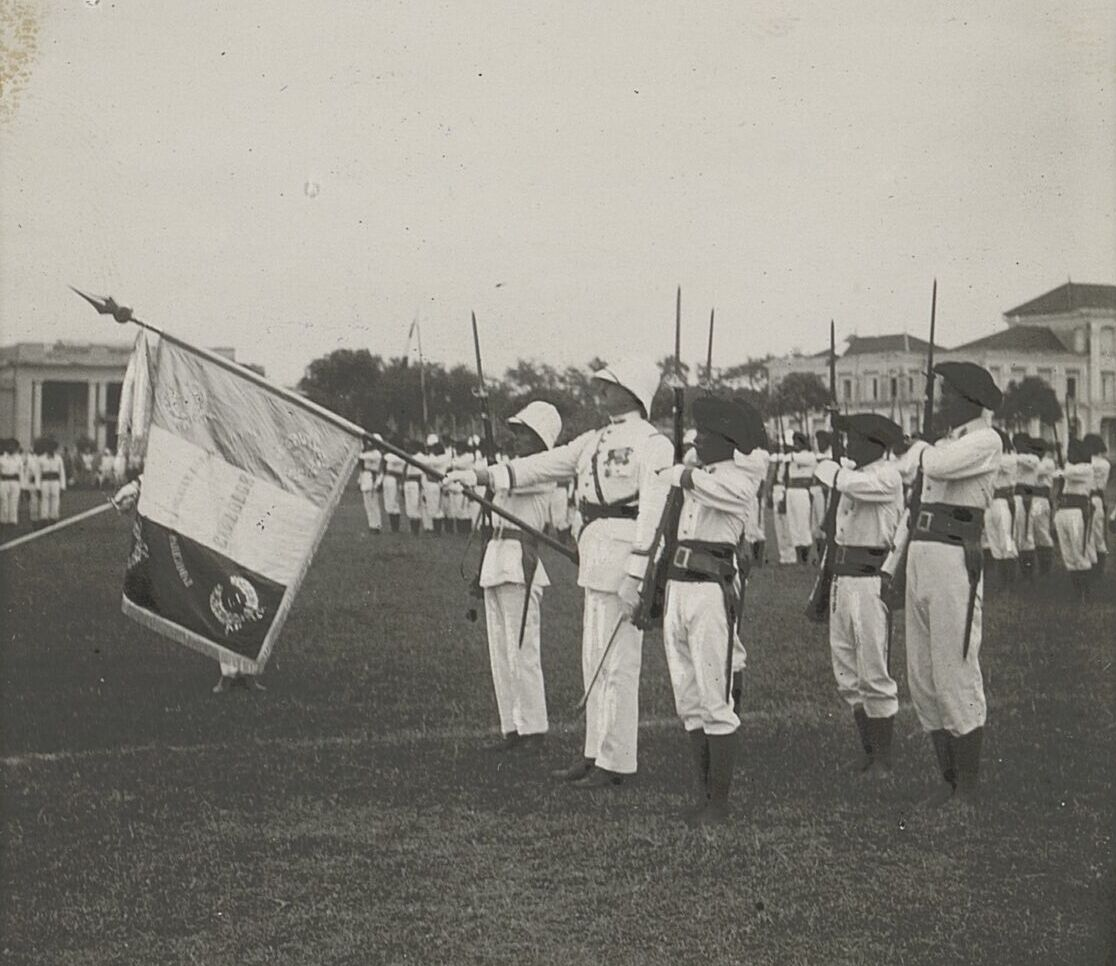
Le drapeau de la Garde indigène du Cambodge, janvier 1929.

La Garde indigène du Cambodge est créée en juin 1893 et incorporée dans la Garde indigène de l'Indochine par décret du 17 octobre 1897.
La Garde indigène du Laos est créée le 1er juin 1895 et incorporée dans la Garde indigène de l'Indochine par décret du 31 décembre 1904.
La Brigade chinoise du Kouang-Tchéou-Wan, formée en 1898 à partir de Linh Co de Móng Cái , est incorporée le 31 décembre 1899 dans la Garde indigène.